# Crash Bandicoot: N. Sane Trilogy
Crash Bandicoot: N. Sane Trilogy est un jeu vidéo de plates-formes développé par Vicarious Visions, édité par Activision et par Sony Interactive Entertainment au Japon. Le jeu est d'abord sorti en 2017 sur PlayStation 4 en tant qu'exclusivité temporaire, avant de sortir sur Nintendo Switch, Xbox One et PC (Microsoft Windows) en 2018. Il s'agit d'un remake des trois premiers titres de la série Crash Bandicoot : Crash Bandicoot, Crash Bandicoot 2: Cortex Strikes Back et Crash Bandicoot 3: Warped, développés à l'origine par Naughty Dog sur PlayStation entre 1996 et 1998.
Comme dans les jeux originaux, Crash Bandicoot doit traverser des niveaux en trois dimensions constitués de plates-formes, afin de déjouer les plans de son ennemi et créateur, le Dr Neo Cortex. Il récupère au fil de ses aventures différents items, comme des cristaux, des gemmes, des reliques ou encore des clés, qui symbolisent sa progression et permettent généralement de débloquer de nouveaux niveaux.
Ce remake reproduit presque à l'identique la géométrie, la jouabilité et le contenu de ses trois modèles. Toutefois, il ne s'agit pas d'un portage, les jeux ayant été intégralement recréés sur un nouveau moteur. Les apports techniques de ce remake sont des graphismes améliorés, une résolution supérieure (1080p sur PlayStation 4 et 1440p sur PlayStation 4 Pro), des cinématiques et des musiques remasterisées ainsi qu'un nouveau doublage vocal. En matière de jouabilité, N. Sane Trilogy introduit dans les trois jeux des fonctionnalités auparavant réservées à Warped, voire totalement inédites : des menus et un système de sauvegarde (à la fois manuelle et automatique) unifiés, un mode contre-la-montre, ainsi que la possibilité d'incarner Coco, la sœur de Crash, dans la plupart des niveaux.

## Trame

### Univers
N. Sane Trilogy est un remake des trois premiers titres de la série. Le jeu prend donc place dans le même univers que les jeux dont il s'inspire.
Le décor du premier et de quelques niveaux du deuxième opus est l'archipel fictif des îles Wumpa, situé au sud-est de l'Australie. Celui-ci est composé de l'île de N. Sanity, une île accueillante qui abrite une tribu d'indigènes, de l'île Wumpa, le plus grand territoire de l'archipel au climat tout aussi tropical, abritant un grand arbre, une ville envahie de lézards et une mine volcanique, et de l'île Cortex, un territoire hostile appartenant aux antagonistes du jeu, transformé en forteresse et pollué par les déchets toxiques. C'est sur cette île que Cortex a placé son château et réalise ses expériences. Dans le deuxième épisode, d'autres décors font leur apparition, tels qu'une région polaire, une station spatiale ou des égouts. Dans le troisième épisode, les protagonistes voyagent dans le temps et traversent des paysages médiévaux, des ruines atlantes, la muraille de Chine en construction, des tombeaux de l'Égypte antique, l'Europe pendant la Première Guerre mondiale, les routes des États-Unis durant les années 1950 ou encore Neo-York, une version futuriste et altérée de la ville de New York.
L'univers de la trilogie est caractérisé par la présence de caisses, que Crash doit casser afin d'en récupérer le contenu ou de débloquer des items spéciaux, et par l'existence de différents artefacts magiques renfermant des pouvoirs mystérieux. Ainsi, les gemmes s'obtiennent généralement en cassant toutes les caisses d'un niveau, les cristaux se trouvent dans chacun des niveaux à partir du deuxième épisode, et les reliques sont la récompense obtenue en battant les défis « contre-la-montre ». Ces trois types d'artefacts sont l'objet des convoitises des antagonistes principaux, et l'objet des différentes quêtes de Crash.

### Personnages et scénario
Le héros, Crash Bandicoot, est un marsupial de l'espèce, bandicoot rayé de l'Est ou péramèle à long nez de l'est. Au début du premier jeu, il est enlevé par le Docteur Neo Cortex, un savant fou, qui souhaite faire de lui le chef d'une armée d'animaux mutants, en vue de conquérir le monde. Il soumet le bandicoot à deux inventions : le Rayon-Evolvo, qui décuple les capacités physiques des animaux, et le Cortex-Vortex, un dispositif de manipulation mentale qui place les créatures sous le contrôle de Cortex. Si le Rayon-Evolvo fonctionne à merveille sur Crash, lui permettant d'acquérir des capacités anthropomorphiques, un dysfonctionnement du Cortex-Vortex empêche Cortex de prendre le contrôle de l'animal. Crash s'enfuit en se jetant par une fenêtre du laboratoire de Cortex, et échoue sur une plage de l'île de N. Sanity. Par la suite, Crash n'aura de cesse de déjouer les plans de conquête mondiale du Dr Cortex.
Dans Crash Bandicoot, Crash traverse les îles Wumpa pour délivrer sa bien-aimée, une femelle bandicoot évoluée du nom de Tawna, retenue par le Dr Cortex. Il est aidé dans sa quête par Aku Aku, un masque sorcier qui le guide et le protège du mal. Au fil de sa progression, Crash rencontre des antagonistes secondaires : Papu Papu, le chef de la tribu indigène de l'île de N. Sanity ; celui-ci est paresseux, obèse et déteste qu'on le dérange pendant sa sieste. Il y a également les sbires de Cortex modifiés par le Rayon-Evolvo, comme Ripper Roo, un kangourou qui est la première expérience de Cortex, et donc la moins réussie, un amateur d'explosifs TNT complètement fou et riant en permanence ; Koala Kong, un koala dont la musculature a été excessivement développée par le Rayon-Evolvo, mais très peu intelligent ; et Pinstripe Potoroo, l'expérience la mieux réussie de Cortex, à l'intelligence très développée et représenté comme un parrain de la Mafia armé d'une mitrailleuse,,. Enfin, Crash doit également affronter le Docteur Nitrus Brio, bras-droit de Cortex et créateur du Rayon-Evolvo et du Cortex-Vortex. Il est également l'inventeur du liquide Mutagène, qui lui permet de se transformer pendant un temps limité en monstre une fois qu'il l'a bu.
Dans Crash Bandicoot 2, Cortex manipule Crash pour récupérer les cristaux et ainsi dominer le monde à l'aide d'un nouveau Cortex-Vortex géant, prenant la forme d'une station spatiale alimentée par ces cristaux. Il est aidé dans ses desseins par le Docteur N. Gin, un savant expert dans les missiles et l'informatique, qui a une roquette enfoncée dans le crâne. L'ennemi commun à Crash et Cortex est le Docteur Nitrus Brio, l'ancien meilleur ami de Cortex, qui l’a trahi dans le jeu précédent. Apprenant que Crash ramasse des cristaux pour le savant diabolique, Brio essaie de convaincre le marsupial de l'aider à collecter les gemmes pour arrêter Cortex. N'y parvenant pas dans un premier temps, il envoie ses sbires, Ripper Roo, Tiny Tiger, un tigre de Tasmanie excessivement musclé, et les frères Joe et Moe Komodo, des dragons de Komodo habiles au sabre, pour empêcher Crash d'effectuer son travail. Plus tard, le héros rejoint le Docteur Nitrus Brio dans sa quête pour l'élimination de Cortex. Crash est aidé à distance par Coco, sa petite sœur férue d'informatique, qui communique avec lui via hologrammes en tâchant de percer à jour les réels plans du Dr Cortex.
Dans Crash Bandicoot 3, un accident permet la libération d'une entité maléfique connue sous le nom d'Uka Uka, le frère jumeau maléfique d'Aku Aku, qui devient le nouveau maître du Docteur Cortex. Ce dernier affronte Cortex et lui somme ensuite de récupérer les cristaux et les gemmes. Uka Uka fait appel aux services du Docteur Nefarious Tropy pour se joindre à leur complot. Le maître du temps a créé la machine Chrono-Tornade, qui permet de voyager à travers le temps et ainsi récupérer les cristaux et les gemmes dans leurs lieux d'origine. Crash, Coco et Aku Aku se rendent à la Chrono-Tornade afin de récupérer les cristaux avant qu'Uka Uka et le Docteur Cortex ne s'en emparent. Ils doivent au passage affronter des ennemis secondaires, comme Tiny Tiger, le Docteur N. Gin et un mutant mi dingo, mi-crocodile justement nommé Dingodile.
N. Sane Trilogy n'introduit pas de modifications quant au scénario et aux personnages des jeux originaux, à la seule différence de l'introduction de Coco Bandicoot en tant que personnage jouable dans les trois épisodes, alors qu'elle n'apparaissait à l'origine que dans Crash Bandicoot 2, et en tant que personnage jouable que dans certains niveaux de Crash Bandicoot 3. Une justification scénaristique a été apportée à l'apparition de Coco dans les premier et deuxième opus : Coco, usant de ses compétences informatiques, pirate la Chrono-Tornade dans Crash Bandicoot 3 afin de remonter le temps et épauler son grand frère dans ses anciennes aventures.

## Système de jeu

### Fonctionnement des niveaux
Comme dans les jeux d'origine, Crash Bandicoot doit traverser des niveaux de plates-formes en trois dimensions, afin de déjouer les plans de son ennemi et créateur, le Dr Neo Cortex. Il récupère au fil de ses aventures différents items, comme des cristaux, des gemmes, des reliques ou encore des clés, qui symbolisent sa progression et permettent généralement de débloquer de nouveaux niveaux. Le premier opus a une particularité différente du jeu d'origine : après avoir récupéré trois jetons spéciaux représentant le visage d'un bandicoot, de Docteur Cortex et de Docteur Nitrus Brio, Crash débloque un portail lui permettant d'accéder au niveau bonus. Dans ces zones, le joueur doit détruire des caisses pour récupérer des fruits Wumpa, des vies, voire des objets spéciaux, comme des clés qui permettent d'accéder à des niveaux cachés. Lorsque Crash tombe dans le vide de la zone bonus, il retourne à l'endroit où il se trouvait avant d'être téléporté dans la zone, et ne perd pas de vie. Mais à la différence du jeu original, il est possible de recommencer le niveau bonus autant de fois que nécessaire jusqu'à sa réussite (ce qui n'était pas le cas du jeu sur Playstation). Crash retourne également à ce même endroit s'il parvient à traverser entièrement la zone bonus. Dans ce cas, le joueur pourra sauvegarder la partie si c'est une zone bonus correspondant aux jetons du bandicoot, ou obtenir une clef ouvrant un niveau caché si la zone bonus correspond aux jetons de Cortex. Si le joueur termine un niveau sans perdre une vie, un écran appelé Stage Clear apparaît et indique au joueur si des objets spéciaux ont été trouvés dans le niveau traversé, le nombre de caisses détruites et, le cas échéant, le nombre de caisses manquées. Si une vie a été perdue lors de la traversée du niveau, le joueur est simplement renvoyé à la carte de l'île. Si le joueur parvient à terminer le niveau sans perdre de vie et en détruisant toutes les caisses, il obtient une gemme, qui peut être soit grise, soit de couleur. Les gemmes de couleur permettent d'entrer dans de nouvelles zones dans les niveaux déjà parcourus, zones qui étaient inaccessibles précédemment, et à la fin de ces zones, une gemme peut être collectée. Les zones bonus du second et troisième opus restent les mêmes que les jeux originels.

## Développement

### Rumeurs
En 2011, le PDG d'Activision Eric Hirshberg déclare : « Je n'ai pas d'annonce officielle à faire, mais je peux affirmer en mon nom propre que j'adore Crash Bandicoot. Ces jeux étaient mes jeux préférés en grandissant. Et j'adorerais trouver un moyen de le faire revenir, si c'était possible. » En 2012, le co-créateur de la série, Andy Gavin, déclare qu'il adorerait jouer à une version HD des quatre premiers jeux. La même année, le co-créateur Jason Rubin espère qu'Activision « fasse revenir Crash à sa gloire d'antan », le personnage étant toujours très cher aux yeux des fans de 18 à 49 ans. En 2013, une photo réalisée au sein du studio Vicarious Visions révèle un design inédit de Crash, suscitant des rumeurs concernant un nouveau jeu en développement. Il s'agissait en réalité de concepts d'un ancien jeu Crash précédemment annulé.
En novembre 2013, des rumeurs prétendent que Sony Computer Entertainment a racheté les droits de la franchise à Activision. Cette rumeur naît d'une campagne vidéo pour la PlayStation 4, montrant une image de Crash sur un panneau de signalisation,. Activision a démenti en affirmant : « Nous possédons toujours Crash Bandicoot et continuons d'explorer des manières de ramener cette série à la vie ».
En juillet 2014, Andrew House, PDG de Sony Computer Entertainment, affirme que Sony songe régulièrement à faire revivre la franchise Crash Bandicoot, tandis que Naughty Dog laisse entendre la possibilité de faire renaître Crash Bandicoot ainsi que Jak & Daxter. Toutefois, en janvier 2015, un employé de Naughty Dog, Josh Scherr, précise que Naughty Dog est passé à d'autres projets et n'a pas l'intention de se concentrer sur ces deux franchises. Le co-président de Naughty Dog Evan Wells affirme quant à lui que l'entreprise adorerait revenir à Crash Bandicoot, mais que cela ne semble pas viable à l'heure actuelle.
En décembre 2015, les rumeurs concernant un nouvel épisode de la série refont surface après que Shawn Layden, président de Sony Interactive Entertainment Worldwide Studios, monte sur la scène de la conférence PlayStation Experience en portant un tee-shirt Crash Bandicoot. Layden n'a toutefois fait aucun commentaire à ce sujet. En mai 2016, une référence à Crash Bandicoot est faite dans le dernier jeu de Naughty Dog, Uncharted 4: A Thief's End : le protagoniste, Nathan Drake, joue à Crash Bandicoot sur une console PlayStation, ce qui vient à nouveau alimenter la rumeur.

### Annonce officielle
Au cours de l'E3 2016, il est enfin annoncé que Crash Bandicoot fera son retour en tant que personnage jouable dans Skylanders: Imaginators, soit sa première apparition depuis 2010 avec le jeu Crash Bandicoot Nitro Kart 2. Il est annoncé au même moment que Sony et Activision se sont associés pour proposer une version remasterisée sur PlayStation 4 des trois premiers épisodes, à l'occasion du vingtième anniversaire de la série. Cette compilation est développée par le studio Vicarious Visions, à l'origine de certains épisodes de Skylanders et de certains jeux Crash Bandicoot, comme Crash Nitro Kart (2003).
Le titre de la compilation est révélé à la PlayStation Experience le 3 décembre 2016 : Crash Bandicoot N. Sane Trilogy. Vicarious Visions parle de cette compilation comme d'un « remaster plus » plutôt que d'un remaster ou d'un remake. Les jeux sont en effet une reproduction quasi identique des jeux originaux, mais ils ont été recréés à partir de zéro avec la géométrie des niveaux originaux comme référence. Le studio a ensuite ajouté ses propres idées en matière de graphisme, d'animation et d'audio. En février 2017, Activision annonce que le jeu sortira le 30 juin 2017. En juin 2017, il est annoncé que Sony Interactive Entertainment éditera la version japonaise du jeu, pour une sortie le 3 août 2017. Le 20 juillet 2017, un niveau supprimé du jeu original, du nom de « Stormy Ascent », a été ajouté en tant que contenu téléchargeable, gratuit pour une durée d'un mois, puis payant. Le 8 mars 2018, un portage du jeu sur Nintendo Switch est annoncé lors du Nintendo Direct, la sortie étant prévue le 10 juillet 2018 en Europe et aux États-Unis et dans l'année 2018 au Japon. Des versions Xbox One et PC sont également annoncées plus tard, la sortie étant prévue à la même date.

### Conception
Le développement de N. Sane Trilogy a duré environ deux ans. L'équipe de développement de Vicarious Visions s'est assurée de rester aussi fidèle que possible aux jeux originaux, en faisant notamment approuver le jeu par les équipes de Sony, et même de Naughty Dog, lesquelles ont affirmé avoir adoré le résultat. Le studio s'est également fondé sur les retours des fans, que ce soit par le biais de tests d'assurance qualité réalisés auprès de fans de la série, ou par la consultation de forums en ligne. Deux idées maîtresses ont éclairé le développement du remake : « Il n'y a pas de vache sacrée » (autrement dit, si quelque chose doit être modifié, il faut le modifier sans hésiter) et « Que ferait Naughty Dog ? ».

#### Moteur de jeu et premier prototype
Le code original des jeux n'a pas été fourni à Vicarious Visions, et aurait sans doute été trop complexe à réutiliser. Le jeu a donc été entièrement programmé de zéro. Il utilise le même moteur de jeu que la série Skylanders, également éditée par Activision et co-développée par Vicarious Visions. En juillet 2017, le studio dévoile une vidéo montrant un prototype du tout premier niveau du premier jeu, N. Sanity Beach, datant de 2015. Le niveau reprend essentiellement la structure du niveau original, avant de devenir une zone plus ouverte montrant notamment une cascade qui est absente de la version originale. L'ensemble des personnages, éléments de décor et d'interface sont des placeholders, pour la plupart issus de Skylanders. La musique de fond provient quant à elle de Crash Bandicoot XS, également développé par Vicarious Visions. Ce prototype a été une étape importante du projet, permettant à Vicarious Visions d'évaluer sa propre capacité à développer un remake conforme aux standards de qualité des jeux d'origine. Leo Zuniga, lead level designer, précise : "N. Sanity Beach était le benchmark pour tout le reste [...] Nous avons créé un prototype pour [ce niveau] : musique, sons, animations, éclairage, graphismes... C'est ce qui nous a permis de tester le moteur, les différents systèmes et de fixer un planning pour le projet."

#### Graphismes, décors et personnages
Pour donner vie à l'univers et aux personnages de la trilogie, Vicarious Visions s'est inspiré des croquis préparatoires du tout premier Crash Bandicoot, dessinés par Joe Pearson et Charles Zembillas, lesquels leur avaient été fournis à l'époque du développement de Crash Bandicoot XS. Ils ont également recherché les sources ayant inspiré les artistes à l'époque, afin de s'en inspirer à leur tour. Pour le design et l'animation des personnages, il s'agissait notamment de l'univers "cartoon" des Looney Tunes ou encore de Qui veut la peau de Roger Rabbit.

#### Conception des niveaux
Contrairement au code original, la géométrie des niveaux d'origine a été fournie à Vicarious Visions par Sony. Toutefois, les données brutes n'étaient pas utilisables. L'équipe de développement s'est donc servie de ces données comme base pour concevoir les nouveaux niveaux, déterminer les distances entre les obstacles, etc. Le processus s'est donc trouvé inversé par rapport à la conception normale d'un jeu, puisque les proportions des niveaux ont été établies en premier, puis les animations de Crash ont été créées afin de correspondre à ces proportions. Des éléments de décor ont été ajoutés ou modifiés par rapport aux niveaux originaux, et certains ajustements ont été faits pour améliorer l'expérience de jeu et équilibrer la difficulté, notamment des indices visuels permettant au joueur d'anticiper certains obstacles.

#### Musique et bruitages
L'équipe chargée de la partie sonore avait accès aux effets sonores originaux. Un grand nombre d'entre eux ont été conservés tels quels. Certains ne pouvaient pas être réutilisés, faute d'une qualité sonore suffisante, et ont donc été recréés. Les musiques du jeu ont quant à elles toutes été réenregistrées par l'équipe, avec la volonté d'élaborer davantage les pistes composées par Josh Mancell à l'origine. Celui-ci était en effet limité par les contraintes d'espace de la PlayStation. L'équipe de Vicarious Visions a donc pris la liberté d'ajouter davantage d'éléments et d'instruments aux pistes originales.

#### Différences et ajouts par rapport aux jeux originaux
Bien que cherchant à rester fidèle aux jeux d'origine, Vicarious Visions a ajouté de nouveaux éléments à chacun des trois jeux, qu'il s'agisse de détails d'animation ou de décor, ou des fonctionnalités plus complètes. Une animation pour Crash a notamment été ajoutée à la suite d'un concours organisé sur les réseaux sociaux.
L'interface et les menus ont été harmonisés entre les trois jeux, de même que le design des personnages et des décors. Le jeu comprend un système de sauvegarde unifié : à l'origine, dans le premier Crash Bandicoot, la sauvegarde n'avait lieu que dans les niveaux bonus. De plus, les points de passage n'enregistraient pas le nombre de caisses cassées par le joueur au sein d'un niveau. Aussi, pour obtenir la gemme d'un niveau, il fallait non seulement casser toutes les caisses, mais également ne pas perdre de vie dans le niveau. Pour N. Sane Trilogy, le système a été simplifié sur le modèle des deux autres jeux de la série : la sauvegarde peut avoir lieu n'importe quand (et une sauvegarde automatique a été ajoutée par ailleurs), et les points de passage enregistrent les caisses obtenues. Il n'est donc plus nécessaire de terminer un niveau sans perdre de vie pour obtenir une gemme, à l'exception des gemmes colorées pour lesquelles ce système a été conservé.
Le mode Contre-la-montre n'était présent à l'origine que dans Crash Bandicoot 3: Warped. Après avoir terminé un niveau une première fois, le joueur peut le recommencer et récupérer un chronomètre qui enclenche un mode spécial, dans lequel il faut terminer le niveau en un temps imparti. En chemin, des caisses spéciales permettent de figer le chronomètre pendant 1, 2 ou 3 secondes. En fonction du temps obtenu, le joueur peut obtenir des reliques (en saphir, en or ou en platine). Le remake introduit ce mode dans Crash Bandicoot 1 et 2.
Coco Bandicoot a été introduite en tant que personnage jouable dans les trois jeux de la série (alors que dans les originaux, elle n'était jouable que dans certains niveaux spécifiques de Crash Bandicoot 3). Il s'agit d'une volonté de développeurs de Vicarious Visions dès le début de la production. Kara Massie, producer du jeu, s'est d'abord opposée à cette idée, estimant qu'elle réclamerait trop de temps par rapport au planning de développement imparti. Mais des développeurs de l'équipe ont créé un prototype de Coco jouable à l'occasion d'une game jam, et ont obtenu l'accord de Massie. Curtis Orr, de Vicarious Visions, détaille la création de Coco en tant que personnage jouable, en soulignant l'équilibre à trouver entre insuffler une nouvelle personnalité à Coco, tout en restant limité par des contraintes : "Il fallait que ses contrôles soient identiques à ceux de Crash, pour que le joueur puisse faire un Contre-la-montre avec l'un ou l'autre des deux personnages." Coco peut rejoindre l'aventure après le premier boss dans Crash Bandicoot 1 et 2, et dès le début de l'aventure dans Crash Bandicoot 3. Une fois débloquée, elle peut remplacer son frère à n'importe quel moment, par la pression d'une touche sur l'écran de sélection des niveaux. Certains niveaux, comme les niveaux de boss ou ceux nécessitant l'usage d'un véhicule complexe, restent exclusifs à Crash, soit par cohérence scénaristique avec les jeux originaux, soit par manque de temps et de ressources pour créer des animations spécifiques pour Coco.
Peu après la sortie du jeu, les critiques et les communautés de fans ont soulevé diverses différences avec les jeux d'origine, d'ordre plus ou moins majeur. Ils remarquent notamment une difficulté plus élevée dans l'ensemble, notamment à cause des sauts, des collisions et de la physique qui semblent différentes, Crash sautant moins loin et glissant plus facilement des rebords. Vicarious Visions répond le 17 juillet 2017 sur le blog d'Activision, en précisant que les contrôles de Crash ont été basés sur ceux de Crash Bandicoot 3 pour l'ensemble des trois jeux, ce qui explique les légères différences de maniabilité, et que le système de collision fonctionne effectivement de manière différente.

#### Distribution des rôles
En raison de la faible qualité sonore des doublages originaux, l'intégralité des dialogues de la trilogie ont été réenregistrés. Le script a toutefois été conservé à l'identique[réf. souhaitée]. Bien qu'aucun comédien ayant participé aux trois jeux originaux ne soit revenu pour le remake, l'intégralité du casting est composé d'acteurs ayant contribué au moins une fois à la franchise Crash Bandicoot à l'instar de Jess Harnell, qui prête sa voix à Crash depuis Crash Tag Team Racing ainsi qu'à Pinstripe Potoroo et Ripper Roo. Lex Lang prête sa voix au Dr Neo Cortex depuis Crash TwinSanity et Debi Derrybery prête sa voix à Coco depuis Crash Bandicoot : La Vengeance de Cortex en plus d'interpréter Tawna. La seule exception étant Fred Tatasciore dont c'est la première apparition dans la série et qui interprète Dingodile, Koala Kong, Komodo Joe et Komodo Moe. Le reste de la distribution comprend  Greg Eagles dans le rôle d'Aku Aku, Dwight Schultz dans celui de Papu Papu, Maurice LaMarche dans celui du Dr N. Brio, John DiMaggio pour celui d'Uka Uka et Tiny Tiger ainsi que Corey Burton pour le Dr N. Gin, le Dr N. Tropy et Bébé Cortex. Les comédiens ont été dirigés par Mary Elizabeth McGlynn.

## Accueil

### Accueil critique
Le jeu reçoit un accueil critique globalement positif. Sur l'agrégateur Metacritic, il reçoit une note moyenne de 80 % (établie sur 77 critiques).
Les critiques plus mitigées regrettent le choix de Vicarious Visions d'avoir conservé à l'identique le gameplay des jeux originaux, alors que cette compilation aurait pu être l'occasion d'améliorer certains défauts de jouabilité. Le site DarkStation souligne notamment que Warped est l'épisode le plus réussi de la trilogie, tandis que Cortex Strikes Back et le Crash Bandicoot original souffrent de certaines mécaniques de jeux datées : « Quand il y a l'opportunité de modifier une séquence où un lézard mortel surgit de nulle part, pourquoi ne pas la saisir ? […] Vicarious Visions s'est refusé à remédier ce qui n'allait pas, ce qui souligne à la fois un manque de créativité et un conservatisme exagéré ». Les temps de chargement ont également été jugés trop longs, en particulier par rapport aux jeux d'origine. Le site français Gamekult fait le même constat concernant les temps de chargement, et tout en saluant le travail réussi d'amélioration des graphismes, considère que les mécaniques de jeu ont vieilli par rapport aux codes modernes du jeu de plateforme : « Jeu d’action frais mais platformer ordinaire, surtout en 2017, Crash Bandicoot a traversé deux décennies dans son jus d’époque et tout ça se constate sur la linéarité propre aux limitations techniques d’autrefois, mais qui serait aujourd’hui plutôt l’apanage de jeux mobiles ».

### Accueil commercial
Crash Bandicoot: N. Sane Trilogy se place en tête des ventes sur le PlayStation Store pendant les deux mois qui suivent sa sortie.
Sorti au Japon plus tard que dans le reste du monde, Crash Bandicoot: N. Sane Trilogy y réalise des ventes bien plus mitigées : durant sa première semaine de sortie japonaise, la compilation ne totalise qu'entre 20 000 et 30 000 unités vendues, loin derrière les jeux Splatoon 2 et Dragon Quest XI (respectivement à 87 584 et 426 189 unités vendues la même semaine).

## Postérité
En juillet 2016, Jim Ryan, dirigeant de PlayStation Europe, affirme que cette compilation pourrait mener à de nouveaux jeux Crash Bandicoot dans le futur. En juillet 2017, le PDG d'Activision Eric Hirshberg affirme : « Nous voyons une grande passion pour [Crash], qui pourrait mener à d'autres choses ». En août 2017, il ajoute que face au succès commercial de cette compilation, Activision pourrait envisager de remasteriser d'autres licences à l'avenir, sans préciser lesquelles. En février 2018, des rumeurs mentionnent précisément la possibilité d'un remake des trois premiers jeux Spyro, une autre licence détenue par Activision, historiquement liée à Crash Bandicoot (les deux séries, toutes deux éditées à l'origine par Universal Interactive Studios, s'étaient régulièrement répondues l'une à l'autre sous forme de clins d’œil ou de démos jouables). Ce remake fut finalement annoncé le 5 avril 2018 sous le nom de Spyro Reignited Trilogy, et développé par Toys for Bob, studio à l'origine des jeux Skylanders. Initialement annoncé pour septembre 2018, le jeu fut retardé pour finalement sortir le 13 novembre 2018.
Au même moment, une autre rumeur fait état d'un plan sur cinq ans prévu par Activision pour la licence Crash Bandicoot, incluant un portage de N. Sane Trilogy sur PC et Nintendo Switch en 2018, et la sortie d'un nouveau jeu en 2019. Lors de la cérémonie des Game Awards le 6 décembre 2018, Activision annonce un remake de Crash Team Racing, sous-titré Nitro-Fueled, développé par Beenox (développeurs de Skylanders: SuperChargers) et prévu pour sortir le 21 juin 2019. Il inclura un mode en ligne à 8 joueurs et du contenu supplémentaire par rapport au jeu d'origine.
En août 2017, Keith Webb, anciennement concept artist pour le jeu Crash TwinSanity, publie une lettre ouverte dans laquelle il félicite le studio Vicarious Visions pour le succès de N. Sane Trilogy, et ajoute : « Il y a évidemment de nombreuses façons de poursuivre sur la lancée de ce succès, mais l'une d'entre elles, régulièrement évoquée par les fans, est la possibilité d'une version remasterisée de Crash TwinSanity. Comme vous le savez, beaucoup de contenu a dû être coupé de ce jeu, et ce serait l'occasion idéale de le faire revenir au maximum de son potentiel. Au nom d'une poignée d'anciens développeurs de TwinSanity, nous adorerions être impliqués d'une manière ou d'une autre si une telle opportunité venait à se présenter, soit en tant que consultants, soit pour créer de nouveaux contenus ».